# Workington
Workington – miasto i civil parish w Wielkiej Brytanii, w Anglii, w regionie North West England, w hrabstwie Kumbria, w dystrykcie (unitary authority) Cumberland, położone nad ujściem rzeki Derwent do Morza Irlandzkiego. W 2011 roku civil parish liczyła 25 207 mieszkańców.